# Reinhold Schünzel
Reinhold Schünzel, född 7 november 1886 i Hamburg, Kejsardömet Tyskland, död 11 november 1954 i München, Västtyskland, var en tysk skådespelare och filmregissör. Under stumfilmstiden från 1916 och fram till talfilmens genombrott 1931 medverkade han som skådespelare i långt över 100 tyska filmer. Han regisserade även ett 50-tal filmer. Schünzel lämnade Tyskland 1937 för USA. Därefter regisserade han film och medverkade som skådespelare i Hollywood, bland annat en större biroll i Alfred Hitchcocks Notorious! 1946. Tre år senare återvände han till Tyskland.